# (21807) 1999 TH14
1999 تي إتش 14 (ويعرف أيضًا باسم (21807) 1999 تي إتش 14 وفق تسمية الكوكب الصغير) (بالإنجليزية: 1999 TH14)‏ هو كويكب ضمن حزام الكويكبات؛ وترتيبه 21807 من حيث الاكتشاف.
اكتُشف هذا الجُرم الفلكي بواسطة كورادو كورليفيتش في 10 أكتوبر 1999.

## وصلات خارجية
- (21807) 1999 TH14 في قاعدة بيانات مختبر الدفع النفاث لأجرام النظام الشمسي الصغيرة

- الاكتشاف · مخطط المدار ·  العناصر المدارية · المعلمات المادية

- (21807) 1999 TH14 على موقع ويكي سكاي: DSS2, SDSS, GALEX, IRAS, Hydrogen α, X-Ray, Astrophoto, Sky Map, Articles and images